# Epicoccum equiseti
Epicoccum equiseti är en lavart som beskrevs av Berk. 1860. Epicoccum equiseti ingår i släktet Epicoccum och familjen Pleosporaceae.   Inga underarter finns listade i Catalogue of Life.